# Wolfblood
Wolfblood é uma série de televisão britânica sobrenatural destinada a adolescentes. É uma coprodução entre CBBC e ZDF/ZDFE. Haverá um lançamento em DVD da série. A série centra-se em wolfbloods adolescentes, Maddy Smith (interpretada por Aimee Kelly) e Rhydian Morris (interpretado por Bobby Lockwood), que lutam vivendo suas vidas duplas como wolfbloods, e mantendo o seu segredo escondido do mundo exterior.
A série, composta por 5 temporadas e 61 episódios de 26 minutos, estreou em CBBC no dia 10 de setembro de 2012, teve sua estreia no Disney Channel Brasil no dia 10 de janeiro de 2014. Em Portugal, estreou na RTP2 no espaço Zig Zag no dia 7 de outubro de 2017, sendo a primeira série live-action estrangeira a ser transmitida dobrada em português no bloco infantil. Embalada pela transmissão de Nowhere Boys, a SIC K em 8 de abril de 2019, também decidiu apostar na versão dobrada em português da série. Em 2024, a série foi estreiada no canal +TV ZYN do serviço de streaming +SBT.

## Enredo
Inicialmente, a série se foca em Maddy Smith e Rhydian Morris tentando balancear suas vidas como wolfbloods e como seres humanos, enquanto tentar evitar que este segredo seja exposto. Na primeira temporada, Maddy está quase alcançando sua primeira transformação, quando um garoto novo, Rhydian, chega a sua escola. Maddy logo o reconhece como  um wolfblood. Logo Rhydian se torna amigo de Maddy e de seus melhores amigos, Tom e Shannon, que não sabem do segredo que ambos Maddy e Rhydian compartilham. A temporada termina com Tom e Shannon descobrindo este segredo.
Na 2ª temporada, após Tom e Shannon descobrirem o segredo que Maddy e Rhydian guardavam, a amizade deles se torna ainda mais poderosa. Três meses depois dos acontecimentos do final da primeira temporada, uma nova wolfblood, Jana. Apesar de ocorrer alguns conflitos entre ela e Maddy, Jana se torna amiga de Tom e Shannon e se apaixona pelo mundo humano. É revelado que Shannon estava espiando a família de Maddy para a Dr. Whitewood, que quer provar a existência de Lobisomens. Quando Maddy quase morre no processo, Shannon desiste e apaga tudo que havia coletado. Porém, Liam, um menino da escola deles, consegue uma amostra de DNA de Maddy para que a Dr. Whitewood analisasse. Com o resultado do exame, a família de Maddy é forçado a sair do país e se refugiar no Canadá. Ao final da temporada, Maddy diz adeus a seus amigos e confessa seu amor por Rhydian.
A 3ª temporada se passa dois meses depois que Maddy e sua família foram embora, e Rhydian está de coração partido. Jana retorna severamente machucada, necessitando da ajuda de Rhydian, Tom e Shannon. Rhydian conhece um nova wolfblood chamada Dacia, que trabalha para uma corporação secreta de ajuda aos wolfbloods chamada Segolia. Foi ela quem ajudou a família de Maddy a ir para o Canadá. Dr. Whitewood retorna querendo retomar seu respeito e provar a existência dos wolfbloods, mas Dacia a oferece um emprego na Segolia. Assim que a temporada caminha para seu clímax, Rhydian deve se unir a seus amigos para impedir que sua espécie entre em extinção. A temporada termina com Rhydian e Maddy se reencontrando (ambos em sua forma lobo) no Canadá.
Na quarta temporada, Jana se torna a personagem principal, agora morando na cidade grande. Ela começa com um pedido de ajuda dos irmãos wolfbloods Matei e Emilia, que se tornam o estopim para a formação de uma nova matilha. Com o segredo dos wolfblood se tornando cada vez mais frágil, a pressão em cima de Jana aumenta, forçando-a a questionar aonde ela realmente pertence e quem ela pode confiar. Isso leva à uma dramática decisão que vai mudar a vida de todos para sempre: a revelação do segredo dos wolfbloods para o mundo.
A 5ª temporada começa com o segredo não sendo mais um segredo, e o mundo mudou para Jana, Matei, Selina, TJ e Imara. De repente, eles são os wolfbloods mais visados do planeta, e todos possuem uma opinião sobre o que eles fizeram. Alguns humanos estão animados com a revelação dessa nova espécie, mas alguns estão hostis e assustados. Com as tensões aumentando em ambos os lados, escolhas difíceis se aproximam.

## Desenvolvimento
Wolfblood foi criado após o criador da série Debbie Moon viu as palavras 'lobo' e 'sangue' em uma livraria, e misturou as duas palavras juntas em sua cabeça. A série foi filmada no norte-leste da Inglaterra pela mesma equipe que filmou Tracy Beaker Returns. Locais de filmagem incluiu Charles Thorp Comprehensive School e as madeiras da zona rural Rowlands Gill circundante.
A produção da primeira temporada começou em fevereiro de 2012 e terminou em maio de 2012. Foi filmado em 3 blocos de produção: episódios 1-4, episódios 5-8 e episódios 9-13. A segunda temporada foi confirmada após o episódio final da primeira temporada. As filmagens para a segunda temporada começou em fevereiro de 2013 e terminou em maio de 2013. A segunda temporada como a primeira também foi filmado em blocos: episódios 1-4, episódios 5-8, episódio 9 e episódios 10-13. A terceira temporada da série foi confirmado por ambos Leona Vaughan e Debbie Lua após o episódio final da segunda temporada. As filmagens da terceira temporada está previsto para começar em fevereiro de 2014 e terminará algum momento de maio de 2014.
A segunda temporada foi acompanhada por uma parte da vida selvagem 10 spin-off da série explorando lobos, apresentado por Bobby Lockwood. 

## Elenco

### Principal
| Ator/Atriz              | Personagem     | Aparições   | Aparições   | Aparições   | Aparições   | Aparições   |
| Ator/Atriz              | Personagem     | Temporada 1 | Temporada 2 | Temporada 3 | Temporada 4 | Temporada 5 |
| ----------------------- | -------------- | ----------- | ----------- | ----------- | ----------- | ----------- |
| Aimee Kelly             | Maddy Smith    | Principal   | Principal   |             |             |             |
| Bobby Lockwood          | Rhydian Morris | Principal   | Principal   | Principal   |             |             |
| Leona Vaughan           | Jana           |             | Recorrente  | Principal   | Principal   | Principal   |
| Louisa Connoly-Burnham  | Shannon Kelly  | Principal   | Principal   | Principal   |             |             |
| Kedar Williams-Stirling | Tom Okanawe    | Principal   | Principal   | Principal   |             |             |
| Louis Payne             | T.J. Cipriani  |             |             |             | Principal   | Principal   |
| Gabrielle Green         | Katrina        | Recorrente  | Recorrente  | Recorrente  | Principal   | Principal   |
| Jack Brett Anderson     | Matei Covaci   |             |             |             | Principal   | Principal   |
| Sydney Wade             | Emilia Covaci  |             |             |             | Principal   | Principal   |
| Michelle Gayle          | Imara Cipriani |             |             |             | Principal   | Principal   |
| Rukku Nahar             | Selina         |             |             |             | Principal   | Principal   |

### Elenco de Apoio
| Ator/Atriz           | Personagem        | Aparições   | Aparições   | Aparições   | Aparições   | Aparições   |
| Ator/Atriz           | Personagem        | Temporada 1 | Temporada 2 | Temporada 3 | Temporada 4 | Temporada 5 |
| -------------------- | ----------------- | ----------- | ----------- | ----------- | ----------- | ----------- |
| Rachel Taete         | Kara Waterman     | Recorrente  | Recorrente  | Recorrente  | Recorrente  |             |
| Shorelle Hepkin      | Kay               | Recorrente  | Recorrente  | Recorrente  | Recorrente  |             |
| Mark Fleichmann      | Mr. Jeffries      | Recorrente  | Recorrente  | Recorrente  | Recorrente  | Recorrente  |
| Ursula Holden-Gill   | Mrs. Fitzgerald   | Recorrente  | Recorrente  | Recorrente  | Recorrente  |             |
| Jonathan Ragget      | Jimi Chen         | Recorrente  | Recorrente  | Recorrente  |             |             |
| Nahom Kassa          | Sam               | Recorrente  | Recorrente  | Recorrente  |             |             |
| Siwan Morris         | Ceri              | Recorrente  | Recorrente  | Recorrente  |             |             |
| Angela Lonsdale      | Emma Smith        | Recorrente  | Recorrente  |             |             |             |
| Marcus Garvey        | Daniel Smith      | Recorrente  | Recorrente  |             |             |             |
| Cerith Flin          | Aran              |             | Recorrente  | Recorrente  | Recorrente  | Recorrente  |
| Alun Raglan          | Alric             |             | Recorrente  | Recorrente  | Recorrente  |             |
| Lisa Marged          | Meinir            |             | Recorrente  | Recorrente  | Recorrente  |             |
| Dean Bone            | Harry Averwood    |             | Recorrente  | Recorrente  | Recorrente  |             |
| Effie Woods          | Rebecca Whitewood |             | Recorrente  |             |             |             |
| Letty Butler         | Rebecca Whitewood |             | Recorrente  | Recorrente  |             |             |
| Mandeep Dhillon      | Dacia Turner      |             |             | Recorrente  | Recorrente  |             |
| Jacqueline Boatswain | Victoria Sweeney  |             |             | Recorrente  | Recorrente  |             |
| Shaun Dooley         | Alex Kincaid      |             |             | Recorrente  | Recorrente  |             |
| Natasha Goulden      | Robyn             |             |             |             | Recorrente  | Recorrente  |
| Chloe Hesar          | Carrie            |             |             |             | Recorrente  |             |
| Justin McDonald      | Dr. Jones         |             |             |             | Recorrente  |             |
| Andrew Scarborough   | Joshua Hartington |             |             |             |             | Recorrente  |

## Temporadas
| Temporada | Temporada | Episódios | Estreia original CBBC   | Estreia original CBBC | Estreia Disney Channel Brasil                                  | Estreia Disney Channel Brasil |
| Temporada | Temporada | Episódios | Estreia                 | Final                 | Estreia                                                        | Final                         |
| --------- | --------- | --------- | ----------------------- | --------------------- | -------------------------------------------------------------- | ----------------------------- |
|           | 1         | 13        | 10 de Setembro de 2012  | 22 de Outubro de 2012 | 5 de Janeiro de 2014 (pré-estreia VIP) 10 de Janeiro de 2014   | 4 de Abril de 2014            |
|           | 2         | 13        | 09 de Setembro de 2013  | 21 de Outubro de 2013 | 31 de Outubro de 2014 (pré-estreia VIP) 15 de Novembro de 2014 | 7 de Fevereiro de 2015        |
|           | 3         | 13        | 15 de Setembro de 2014  | 27 de Outubro de 2014 | 2018                                                           | TBA                           |
|           | 4         | 12        | 08 de Março de 2016     | 13 de Abril de 2016   | TBA                                                            | TBA                           |
|           | 5         | 10        | 27 de Fevereiro de 2017 | 1 de Maio de 2017     | TBA                                                            | TBA                           |

## Estreias internacionais
| País / Região        | Canal                         | Estreia               | Nome                      |
| -------------------- | ----------------------------- | --------------------- | ------------------------- |
| Estados Unidos       | Disney Channel Estados Unidos | 1 de outubro de 2013  | Wolfblood                 |
| França               | Disney Channel França         | 8 de outubro de 2013  | Wolfblood                 |
| Bélgica              | Disney Channel Bélgica        | 8 de outubro de 2013  | Wolfblood                 |
| Itália               | Disney Channel Itália         | 27 de outubro de 2013 | Wolfblood: Sangue di lupo |
| Polónia              | Disney Channel Polônia        | 27 de outubro de 2013 | Wolfblood                 |
| Hungria              | Disney Channel Hungria        | 27 de outubro de 2013 | Wolfblood                 |
| Brasil               | Disney Channel Brasil         | 5 de janeiro de 2014  | Wolfblood: Família Lobo   |
| Argentina            | Disney Channel América Latina | 5 de janeiro de 2014  | Wolfblood: Família Lobo   |
| Chile                | Disney Channel América Latina | 5 de janeiro de 2014  | Wolfblood: Família Lobo   |
| México               | Disney Channel América Latina | 5 de janeiro de 2014  | Wolfblood: Família Lobo   |
| Venezuela            | Disney Channel América Latina | 5 de janeiro de 2014  | Wolfblood: Família Lobo   |
| Bolívia              | Disney Channel América Latina | 5 de janeiro de 2014  | Wolfblood: Família Lobo   |
| Peru                 | Disney Channel América Latina | 5 de janeiro de 2014  | Wolfblood: Família Lobo   |
| Equador              | Disney Channel América Latina | 5 de janeiro de 2014  | Wolfblood: Família Lobo   |
| Colômbia             | Disney Channel América Latina | 5 de janeiro de 2014  | Wolfblood: Família Lobo   |
| Panamá               | Disney Channel América Latina | 5 de janeiro de 2014  | Wolfblood: Família Lobo   |
| Paraguai             | Disney Channel América Latina | 5 de janeiro de 2014  | Wolfblood: Família Lobo   |
| Uruguai              | Disney Channel América Latina | 5 de janeiro de 2014  | Wolfblood: Família Lobo   |
| Costa Rica           | Disney Channel América Latina | 5 de janeiro de 2014  | Wolfblood: Família Lobo   |
| El Salvador          | Disney Channel América Latina | 5 de janeiro de 2014  | Wolfblood: Família Lobo   |
| Guatemala            | Disney Channel América Latina | 5 de janeiro de 2014  | Wolfblood: Família Lobo   |
| Honduras             | Disney Channel América Latina | 5 de janeiro de 2014  | Wolfblood: Família Lobo   |
| Nicarágua            | Disney Channel América Latina | 5 de janeiro de 2014  | Wolfblood: Família Lobo   |
| Panamá               | Disney Channel América Latina | 5 de janeiro de 2014  | Wolfblood: Família Lobo   |
| República Dominicana | Disney Channel América Latina | 5 de janeiro de 2014  | Wolfblood: Família Lobo   |
| Portugal             | RTP2                          | 7 de outubro de 2017  | Sangue de Lobo            |
| Portugal             | SIC K                         | 8 de abril de 2019    | Sangue de Lobo            |